# Murashige-Skoog-Medium

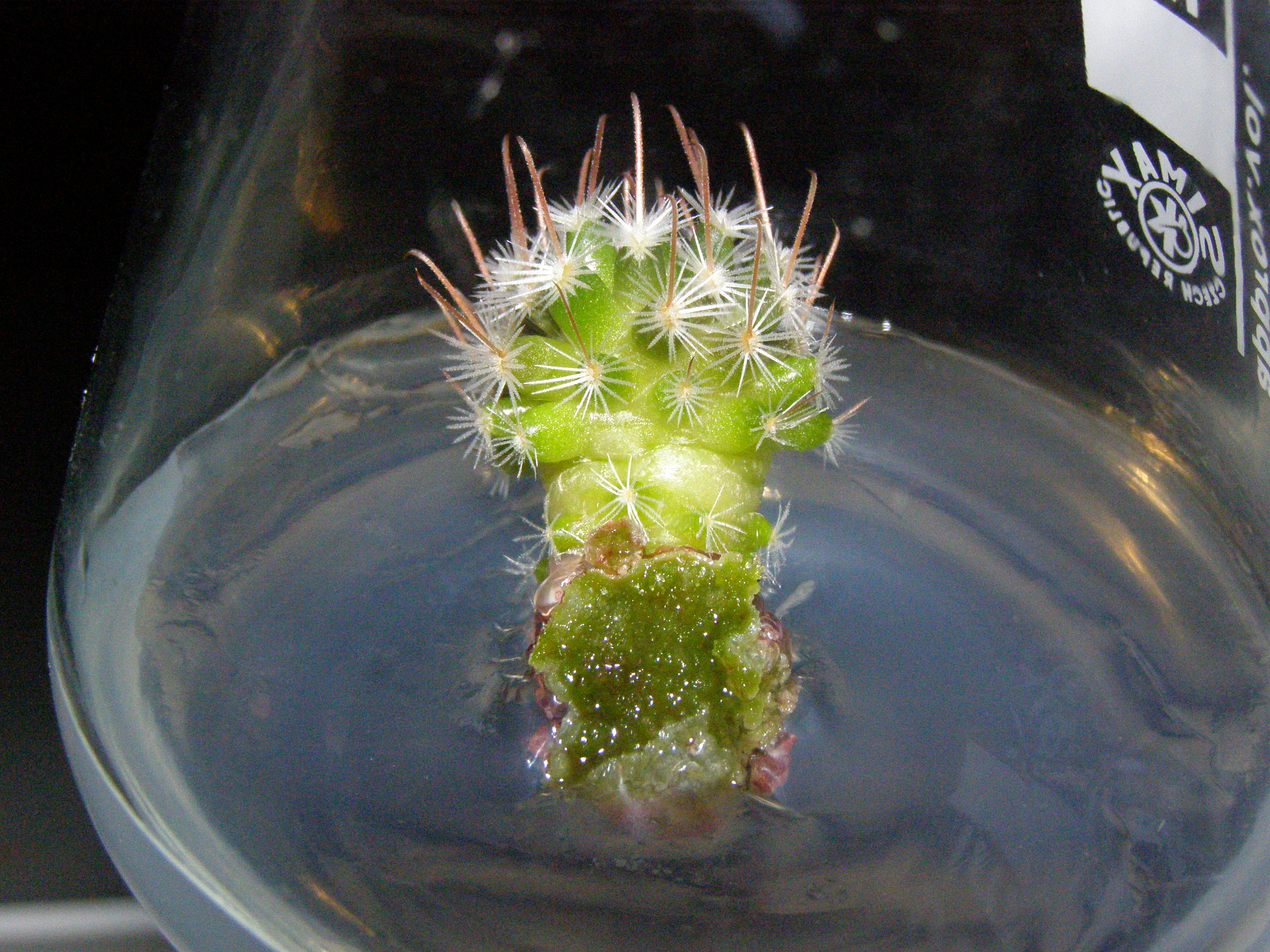
Mammillaria spp. auf MS0-Medium in einem Erlenmeyerkolben

Das Murashige-Skoog-Medium, auch MSO oder MS0 (MS-null), ist ein pflanzliches Nährmedium, das in Laboratorien zur Kultivierung von pflanzlichen Gewebekulturen eingesetzt wird. Es wurde von Toshio Murashige und Folke K. Skoog auf der Suche nach einem neuen Pflanzenwachstumsregulator entwickelt. Es ist das häufigste Medium in pflanzlichen Gewebekultur-Experimenten auf Agar.
Skoogs Doktorand Murashige sollte ein postuliertes Wachstumshormon in Tabaksaft finden, was ihm jedoch nicht gelang. Stattdessen ergaben Analysen von ausgepresstem Tabak und veraschtem Tabak höhere Konzentrationen von bestimmten Mineralstoffen in Pflanzengeweben als zuvor angenommen. Nach einigen Experimenten konnte gezeigt werden, dass die Variation der Gehalte dieser Mineral-Nährstoffe, insbesondere Stickstoff, ein verstärktes Wachstum erzeugte.
Nach neuesten wissenschaftlichen Erkenntnissen ist jedoch erwiesen, dass das MS-Medium als Nährlösung für die Tiefwasserkultur (Hydrokultur) nicht geeignet ist.